# Hylaeus pirus
Hylaeus pirus är en biart som beskrevs av Dathe 1986. Hylaeus pirus ingår i släktet citronbin, och familjen korttungebin. Inga underarter finns listade i Catalogue of Life.